# Джеймс (залив)
Джеймс (на английски: James Bay) е залив на Северния ледовит океан, в южната част на големия залив Хъдсън, край северния бряг на Канада. Бреговете му принадлежат административно към провинциите Онтарио и Квебек, а островите в него – към територия Нунавут. Дължината му от север на юг е около 400 km, ширината на входа – 165 km, а дълбочината – под 100 m. 
Заливът Джеймс е разположен край северния, континентален бряг на Канада и се явява вторичен залив на големия залив Хъдсън. Границата с него се прекарва между носовете Хенриета Мария (на запад) и Луи ХІV (на изток). Бреговете му са ниски, плоски, много заблатени, на изток и юг силно разчленени, а на запад почти праволинейни. По-големите вторични заливи са Рупърт и Хана в южната му част. В него са разположени 2 големи (Акимиски, 3001 km² и Чарлтън, 308 km²) и множество по-малки острови (Бер, Норт Туин, Саут Туин и др.). От изток, юг и запад в него се вливат няколко десетки големи реки: Ла Гранд, Истмейн, Рупърт, Бродбак, Нотавай, Харикана, Мус, Олбани, Атавапискат, Екуан. По-голямата част от годината е покрит с ледове, които възпрепятстват корабоплаването. Бреговете му са слабо населени, като има няколко малки селища: Форт Джордж, Олд Фактори, Форт Рупърт, Мус Фактори, Форт Олбани, Атавапискат, Лейк Ривър.
Източният бряг на залива е открит през 1610 г. от видния английски мореплавател Хенри Хъдсън, който намира смъртта си на неговите брегове. През 1631 г. английският мореплавател Томас Джеймс (1593 – 1635) открива западните му брегове и двата големи острова в него и по-късно заливът е наименуван в негова чест.